# Oliwia Mikulska
Oliwia Mikulska (ur. ok. 2005) – polska uczestniczka konkursów piękności, Miss Polski (2025).

## Życiorys
Oliwia Mikulska pochodzi z Żar. Jako nastolatka grała na fortepianie w ognisku muzycznym. W 2018 ukończyła szkolenie Młodzieżowych Drużyn Pożarniczych. W 2022 wygrała konkurs otwierający pierwszą w Polsce aplikację do dzielenia się materiałami do nauki KNOWUNITY. W 2023 otrzymała tytuł Osobowości Roku w powiecie żarskim za zaangażowanie społeczne i działalność charytatywną.
Jako maturzystka była finalistką konkursu Miss Polski 2023. 29 czerwca 2025 została ogłoszona Miss Polski 2025 podczas gali w Nowym Sączu. Była wówczas studentką na kierunku finanse i rachunkowość.